# ルパン8世
『ルパン8世』（ルパンはっせい）は、モンキー・パンチの漫画『ルパン三世』から派生したアニメおよび漫画作品である。
フランス語では「Arsène & Cie」と名付けられた。

## 概要
本作は1982年頃にルパン三世の子孫であるルパン8世が活躍する子供向け作品として企画・製作された作品。日本のアニメ制作会社東京ムービー新社とフランスのサバン・インターナショナル・パリとの合作で製作されている。時代背景は22世紀、宇宙旅行が当たり前になっている時代という設定で、主人公の職業は倫理規定の厳しい日本国外で放送されることを想定したため、泥棒から探偵になり、宇宙でのストーリーが主になっている。作品としては6話あるいは8話が製作されており、そのうちの第1話はアニメ雑誌の『ジ・アニメ』1983年8月号に誌上公開されている。監督はりんたろう、フランス側プロデューサーはハイム・サバン、キャラクターデザインは荒木プロダクションの荒木伸吾と姫野美智である。荒木と荒木プロはその後、1984年開始のテレビシリーズ『ルパン三世 PARTIII』に参加している。
上記の通り6話まで製作されたが、著作権の問題により、途中で製作中止となった。製作された分も当初予定していたフランスでは放送されず、日本国内での放送も『ジ・アニメ』の1983年3月号では「4本ずつ2回に分けて年内にスペシャルで放送することを企画中」、そして1983年8月号では「来春放映決定」となっていたが実現せず、幻の作品となっていた。しかし、『ジ・アニメ』を始め、『アニメージュ』の1982年3月号と7月号、『月刊OUT』1982年8月号、『マイアニメ』『アニメディア』など、ほとんどのアニメ雑誌で本作を紹介する記事が掲載されていた。
長らく未公開だったが、2012年になって3月28日発売のビデオソフト『ルパン三世 Master File』にその一部が収録され、日の目を見ることになった。ビデオソフトにはパイロット版の全編と現存する5話のダイジェストを収録。パイロット版のみ音楽と効果音がつけられているが、パイロット版・現存5話とも日本語音声は存在しないため台詞は字幕で表示される。収録時間は約32分。
本作の漫画版が1982年にモンキー・パンチ作、おりはるこん（斉藤栄一と滝川健市の共同ペンネーム）画として双葉社の『月刊100てんコミック』に全10話が連載された。双葉社の100てんランドコミックスレーベルから連載をまとめた単行本も出版されたが第6話までを収録した1巻のみで刊行が打ち切られたため、単行本未収録話が存在する。

## 登場人物
ルパン8世
モーリス・ルブランの連作小説『怪盗ルパン』の主人公「アルセーヌ・ルパン」の子孫であり、同じく怪盗である孫のルパン三世から5代後の子孫。父親であるルパン7世までは大泥棒だったが、幼少時代にホームズ8世に捕まり更生し私立探偵となる。しかし、それは表向きの姿であり、裏では先祖同様の泥棒家業として暗躍している。曾曾曾祖父の三世同様、美女には甘く、峰不二子の子孫にもいいように利用されている。
宇宙空間に浮かぶ巨大な飛行船型メカが吊り下げた岩盤に建つ古城「ルパン星」を本拠とする。
次元大介
三世の相棒の次元大介の子孫で、同じように8世の相棒をしている。風貌は先祖と同じで、拳銃の名手でもある。ただし、先祖が愛煙家なのに対し、喫煙はせず、常に棒付きキャンディを口にくわえている。これは当時、合同制作先のフランスでは子供番組での喫煙シーンがNGだったためである。
峰不二子
時にはルパン三世の敵であり、味方であり、時には恋人だった峰不二子の子孫。有名なファッションモデルだが、実は大泥棒。狙ったお宝を盗む為に8世を利用している。設定上は日本人ということにはなっているが、金髪で風貌も西洋人にしか見えない。先祖同様、8世とは敵であり、味方であり、時には恋人でもある。
石川五右ェ門
居合の達人。安土桃山時代の盗賊・石川五右衛門から数えて第十八代目の末裔に当たり、先祖でもある十三代石川五ェ門同様、8世の相棒となっている。普段着は和服で、風貌も先祖同様に長い髪に長いもみあげを生やしている。切れ長の目をした美青年でもある。無口で生真面目な性格で、常に瞑想に耽っている。先祖と同じく仕込刀を所持しているが、生身の真剣ではなく、レーザーブレードになっている。これも上述の次元のタバコ同様、フランスの子供番組で刃物で人が斬られる描写がNGだったため。宇宙が舞台の際は、戦国時代の鎧兜をモチーフにした宇宙服を着用している。彼らの世界では時代遅れの骨董品であろうカセットテープ式のウォーキングステレオを愛用しているようで、漫画版や設定イラストに使用中の画がある。
銭形警部
ルパン三世のライバルの銭形警部の子孫。宇宙連邦第88分署所属。国際警察の刑事で、先祖同様、帽子とトレンチコートが定番である。部下であるロボット警官達を引き連れ行動している。探偵であるルパン8世が、実は探偵ではなく、先祖と同じく泥棒をしているのではないかと疑っており、その行動に目を光らせている。
ホームズ8世
シャーロック・ホームズの子孫でルパン8世の探偵の師匠。老いたため既に引退しているが、情報屋としてルパンを支援する。